# خافيير كابيلي
خافيير كابيلي (بالإسبانية: Javier Capelli)‏ (7 يناير 1984 بجونين، مقاطعة بوينس آيرس في الأرجنتين - ) هو لاعب كرة قدم أرجنتيني في مركز قشاش. لعب مع نادي بالستينو وسارمينتو دي خونين ورينجرز دي تالكا وسان مارتين دي سان خوان.

## وصلات خارجية
- خافيير كابيلي على موقع قاعدة بيانات كرة القدم.إي يو (الإنجليزية)
- خافيير كابيلي على موقع Soccerway.com (الإنجليزية)